# Margattea brevialata
Margattea brevialata es una especie de cucaracha del género Margattea, familia Ectobiidae. Fue descrita científicamente por Caudell en 1927.
Habita en Indonesia.